# Стационе (Перуђа)
Стационе је насеље у Италији у округу Перуђа, региону Умбрија.
Према процени из 2011. у насељу је живело 443 становника. Насеље се налази на надморској висини од 173 м.